# La Belgique judiciaire

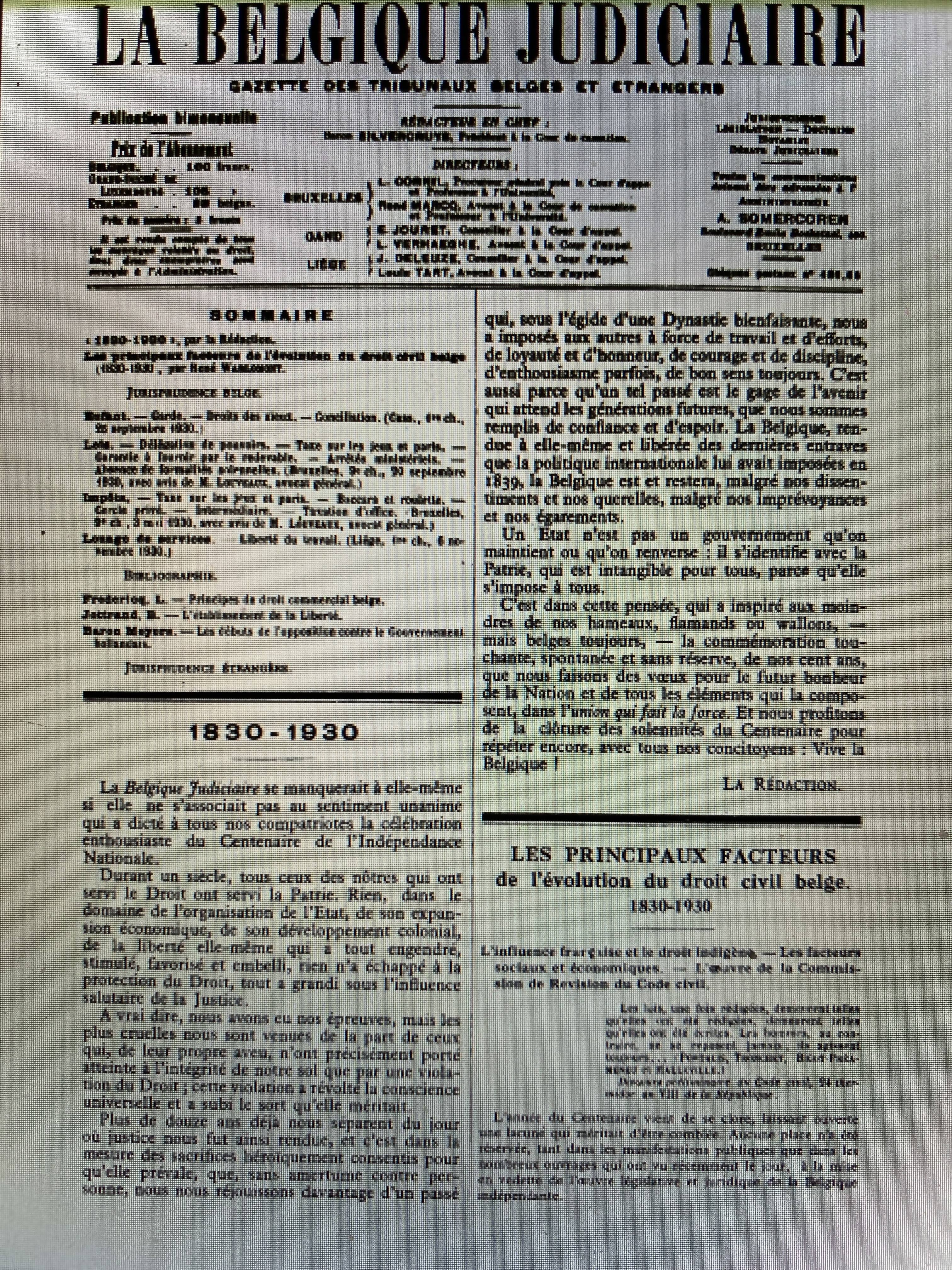
Voorpagina uit 1930

La Belgique judiciaire. Gazette des Tribunaux belges et étrangers, afgekort Belg.Jud., was een 
Belgisch Franstalig juridisch tijdschrift dat verscheen van  1842 tot 1939.

## Geschiedenis
La Belgique judiciaire was het eerste algemene juridische tijdschrift in België. Het bracht rechtspraak, rechtsleer, wetgeving en nieuws over de wereld van het recht. De oprichters waren liberale advocaten van de Brusselse balie en hoogleraars van de Université libre de Bruxelles. Naast de initiatiefnemer Jules Théodore Bartels (1815-1855) ging het om Henri Lavallée (1809-1883), Égide Arntz en Auguste Orts. Het waren patriotten die wilden bijdragen aan de creatie van een specifiek Belgisch recht, want ondanks de intentieverklaring in artikel 139 van de Grondwet waren de napoleontische wetboeken nog steeds in voege. Bovendien beperkten de bestaande tijdschriften zich door het gebrek aan auteursrecht veelal tot het overnemen van artikelen uit Franse vakbladen. 
De oprichters voorzagen La Belgique judiciaire van een stevige wetenschappelijk-historische basis. In de aanvangsjaren legde het blad zwaar de nadruk op rechtshistorische bijdragen en toonde het de invloed van de Duitse Historische School van Friedrich Carl von Savigny. Het wilde de wetgever aansporen om een nieuw recht te creëren dat aanknoopte bij het verleden. Tegelijk richtte het blad de blik ook op evoluties in landen met een continentale rechtstraditie, waaruit oplossingen konden worden geleerd: Frankrijk, Duitsland, Nederland, Italië, Luxemburg en Zwitserland. De lagere rechtspraak werd niet verwaarloosd, wat uitzonderlijk was. Het blad hield de vinger aan de pols en verscheen tweemaal per week (op donderdag en zondag).
Na de dood van Jules Bartels in 1855 nam de secretaris Alfred Payen de leiding over. Hij werd vanaf 1887 alleen nog bijgestaan door zijn zoon Maurice. Het blad verloor aan schwung en kreeg zware concurrentie van het Journal des Tribunaux van Edmond Picard. Na de Payens namen magistraten de hoofdredactie van La Belgique judiciaire waar: eerst Albéric Rolin (1904-1910) en dan Edouard Remy (1910-1929). Er was een zekere verstarring van het blad merkbaar, die zich gestaag zou doorzetten. Tijdens de Duitse bezetting van 1914-1918 liet de patriottische Remy het blad niet verschijnen. In januari 1919 werd de publicatie hervat, maar de prijs nam gevoelig toe en de frequentie daalde naar tweewekelijks. De oplage was dan ook een pak lager dan voorheen. 
De volgende hoofdredacteurs waren cassatierechters: eerst baron François Silvercruys (1930-1933) en dan het duo Léopold Soenens en Fernand Waleffe (1933-1939). De gerechtelijke hiërarchie liet zich voelen in de redactionele keuzes en vanaf de vernederlandsing in 1935 werd de rechtspraak uit Vlaanderen genegeerd. Nieuwe bladen zoals het Rechtskundig Tijdschrift en het Rechtskundig Weekblad sprongen met succes in het gat. Nog vóór het uitbreken van de Tweede Wereldoorlog verdween La Belgique judiciaire. Het laatste nummer verscheen op 15 december 1939.